# فضيحة التلاعب بنتائج مباريات كرة القدم البريطانية (1964)
فضيحة المراهنات البريطانية عام 1964 كانت فضيحة في كرة القدم الإنجليزية حيث تم الحكم على عشرة لاعبين محترفين بسبب مخالفات ناجمة عن التلاعب بنتائج المباريات.

## التاريخ
اللاعب الدولي السابق لمنتخبات الفئات العمرية في اسكتلندا وسويندون تاون وبليموث أرجيل وسانت جونستون ولاعب مانسفيلد تاون جيمي جولد على مدار عدة سنوات تدخل بشكل منهجي في المباريات في دوري كرة القدم مما جذب اللاعبين إلى المراهنة على نتيجة المباريات الثابتة. عندما علم أن لاعبين في أحد أنديه السابقة - مانسفيلد تاون - قد حصلوا على أموال من لاعبي ترانمير روفرز ليخسروا مباراة انخرط غولد لأول مرة في التلاعب بنتائج المباريات.
في أواخر عام 1962 اقترب غولد من لاعب شيفيلد وينزداي ديفيد لاين زميله السابق في سويندون تاون لتحديد المباراة المستهدفة لزملائه اللاعبين بيتر سوان وتوني كاي أن يضمنوا النتيجة. راهن الثلاثة جميعا ضد فريقهم في المباراة والتي فاز بها إيبسويتش تاون 2-0 بهدفين من راي كروفورد. في مقابلة مع صحيفة ذا تايمز في يوليو 2006 قال بيتر سوان «لقد خسرنا المباراة بشرف وعدالة لكني ما زلت لا أعرف ما الذي كنت سأفعله لو كنا سنفوز. كان من السهل بالنسبة لي لإعطاء ركلة جزاء أو حتى تسجيل هدف في مرماه. من يدري؟».
في نفس اليوم تم تحديد مباراتين أخريين (كلاهما في الدرجة الرابعة) من قبل غولد ومجموعته: مباراة لينكولن سيتي على أرضه ضد برينتفورد (فاز برينتفورد 3-1) ومباراة أولدهام أثلتيك على أرضه ضد يورك سيتي (فاز أولدهام 3-2).
في العام التالي حاولت مجموعة جولد للرهان تعديل نتيجة مباراة بين برادفورد بارك أفينيو وبريستول روفرز (لعبت في 20 أبريل 1963) ونتيجة لذلك تم اختيار لاعبين من بريستول روفرز - حارس المرمى إزموند مليون والمهاجم كيث وليامز - في صحيفة صنداي بيبول على أنهما تلقيا رشاوى «لرمي» المباراة (التي انتهت بالتعادل 2-2). تم تغريم مليون ووليامز ومنعهم من ممارسة كرة القدم مدى الحياة كما كان لاعب مانسفيلد تاون برايان فيليبس الذي قام بالاقتراب الأولي للمليون.
في 4 أغسطس 1963 اعترف كين طومسون من هارتلبولز يونايتد في صحيفة صنداي بيبول بأنه راهن مع مجموعة جولد على خسارة هارتلبولز يونايتد مباراته في إكستر سيتي في وقت سابق من ذلك العام (تم إيقافه لاحقا مدى الحياة من قبل الاتحاد الإنجليزي لكرة القدم). بعد أسبوع تم اعتبار جيمي جولد من قبل صحيفة صنداي بيبول على أنه «العقل المدبر» وراء حلقة الرشوة.
في عام 1964 قام غولد بحثا عن «يوم دفع» أخير بعد أن اكتشفته صحيفة صنداي بيبول يقوم ببيع قصته لنفس الصحيفة مقابل 7000 جنيه إسترليني (ما يعادل 151000 جنيه إسترليني في عام 2021) متهما بذلك لاعبي شيفيلد وينزداي الثلاثة الذين حصلوا على المباراة ضد إيبسويتش تاون في ديسمبر 1962. نشرت الصحيفة القصة في 12 أبريل. في يوم الأحد التالي تم أيضا تسمية عدد من اللاعبين الآخرين على أنهم شاركوا في محاولات تغيير نتائج المباريات. تم أخيرا إرسال عشرة لاعبين سابقين أو حاليين للمحاكمة في محكمة نوتنغهام في أوائل عام 1965. ستكون هذه هي المرة الأولى التي يتم فيها قبول الأدلة المسجلة في محكمة إنجليزية.
استخدمت محادثات جيمي جولد المسجلة في النهاية لإدانته واللاعبين الآخرين وأوضح القاضي أنه حمل غولد مسؤولية تدميرهم. في نهاية المحاكمة في 26 يناير 1965 تلقى غولد - الذي وصفه القاضي بأنه «الشخصية المركزية» في القضية - أشد عقوبة بالسجن لمدة أربع سنوات. حكم على كل من بريان فيليبس وجناح يورك سيتي جاك فاونتن بالسجن لمدة خمسة عشر شهرا وحكم على ديك بيتي من سانت ميرين بالسجن تسعة أشهر وسامي شابمان من مانسفيلد تاون ورون هاولز من والسال وكين طومسون بالسجن ستة أشهر بينما حكم على كل من ديفيد لين وتوني كاي وبيتر سوان بالسجن لمدة أربعة أشهر.
عند إصدار الحكم تم إيقاف لين وسوان وكاي وبيتي وفونتين وتشابمان وهاولز مدى الحياة من أي مشاركة أخرى في كرة القدم (تم إيقاف جولد وتومسون وفيليبس بالفعل). تمت محاكمة 33 لاعبا في المجموع.
ثبت أن جيمي جولد قد كسب 3275 جنيها إسترلينيا من المراهنة على مباريات كرة القدم و 7420 جنيها إسترلينيا من بيع اعترافاته إلى صحيفة صنداي بيبول. توفي جولد في عام 2004.

## ما بعد الكارثة
في عام 1971 عدل اتحاد كرة القدم قواعده للسماح للاعبين الموقوفين بحق الاستئناف بعد سبع سنوات. استأنف بريان فيليبس بنجاح قرار إيقافه وسيقود فريق هواة شركة رعاية عمال مناجم رينوورث التابع لشركة تحالف نوتس إلى نهائي كأس تحدي اتحاد كرة القدم في عام 1982 كمدرب لهم. توفي عام 2012.
نجح بيتر سوان وديفيد لاين أيضا في استئناف قرار الإيقاف وعادا إلى شيفيلد وينزداي في عام 1972. وانتقل سوان لاحقا إلى بوري ثم إلى ماتلوك تاون الذي قاده (كلاعب - مدرب) للفوز في نهائي كأس الاتحاد الإنجليزي لعام 1975. استقال سوان في نهاية موسمه الثاني عن ماتلوك تاون على أمل العثور على منصب إداري بدوام كامل في مكان آخر. عاد في نهاية المطاف كمدرب في نوفمبر 1980 حيث استمرت فترته الثانية في النادي لأكثر من عام بقليل بعد سلسلة من النتائج السيئة. كما عمل سوان كمدرب في ووركسوب تاون وباكستون. أدار لاحقا حانة في تشيسترفيلد. توفي بعد معركة طويلة مع مرض آلزهايمر في يناير 2021.
لم يلعب ديفيد لين مع فريق شيفيلد وينزداي الأول مرة أخرى وأنهى مسيرته الكروية في هيرفورد يونايتد.
عاد سامي تشابمان أيضا إلى كرة القدم أولا مع بورتسموث وكرو ألكساندرا كمدرب ثم مع وولفرهامبتون واندررز كرئيس لكشافة المواهب ثم مدربا. توفي في يوليو 2019.
عمل ديك بيتي في أحواض بناء السفن بعد إطلاق سراحه من السجن. توفي عام 1990.
هاجر إسموند ميليون إلى كندا حيث أصبح ناشط في لعبة هوكي الجليد المحترفة.
تابع كيث ويليامز مسيرته الكروية في جنوب إفريقيا.
توفي كين طومسون بنوبة قلبية في ملعب للجولف في عام 1969.
توفي جاك فاونتن في أغسطس 2012.
كان توني كاي صاحب أعلى مستوى بين المتورطين. تم نقله إلى إيفرتون في ديسمبر 1962 بعد أسابيع قليلة من مباراة إيبسويتش تاون ضد شيفيلد وينزداي وفي منتصف موسم 1962-1963. ساعد إيفرتون في الفوز بلقب دوري كرة القدم في ذلك الموسم. كما كان لاعبا دوليا في صفوف منتخب إنجلترا ومن المتوقع أن يكون ضمن تشكيلة ألف رامسي لكأس العالم 1966.
على الرغم من رفع إيقافه في سبتمبر 1973 لم يعد كاي أبدا إلى كرة القدم الاحترافية. قضى لاحقا اثني عشر عاما في إسبانيا متجنبا القبض عليه لبيعه ألماسة مزيفة. عند عودته إلى المملكة المتحدة تم تغريمه 400 جنيه إسترليني. في السنوات اللاحقة عمل عامل صيانة أرضية ملعب في جنوب شرق لندن. أعظم مفارقة في تورطه كانت اختياره أفضل لاعب في مباراة إيبسويتش تاون ضد شيفيلد وينزداي - المباراة التي اتهمته صحيفة صنداي بيبول بأنه تآمر لخسارته والتي أدين بارتكاب تهمة «السماح بخسارة فريقه».
تم تجسيد الفضيحة في عام 1997 في فيلم على قناة بي بي سي «التلاعب» من إخراج بول غرينغراس وبطولة جايسون إسحاق في دور توني كاي وكريستوفر فولفورد في دور جيمي جولد وستيف كوجان في دور جيمي غولد والصحفي مايكل جابيرت في فيلم صنداي بيبول والذي أدى عمله الاستقصائي إلى الكشف عن الفضيحة.